# دولار الألعاب العالمية للأولمبياد الخاص الفضي
دولار الألعاب العالمية للأولمبياد الخاص الفضي هي عملة تذكارية غير متداولة أصدرتها دار سك العملة الأمريكية في عام 1995 وسكتها دار سك العملة في فيلادلفيا وويست بوينت.
أصدرت العملة بموجب القانون 102-328 لسنة 29 سبتمبر 1994والذي ينص على إصدار عملة تذكارية للاحتفال بالأولمبياد الخاص لعام 1995 الذي أقيم في ولاية كونيتيكت وشارك فيه الأشخاص ذوو الإعاقة الذهنية.

## التصميم
على وجه العملة الذي صممه جيمي ويث صورة فاعلة الخير يونيس كينيدي شرايفر مؤسسة الأولمبياد الخاص تنظر إلى اليسار، محاطة بعيارة اسم الأولمبياد بالإنجليزية وIN GOD WE TRUST وLIBERTY.
كينيدي شرايفر هي أول امرأة حية تصور على عملة معدنية أمريكية. ولكن سبب حصر تأسيس للأولمبياد الخاص لليونيس الجدل حيث يعتقد البعض أن الفضل يعود إلى آن إم بيرك، ولذلك يعتبرون أن تصميم العملة.
على الظهر الذي صممه توماس د. روجرز صورة وردة وإحدى الميداليات الأولمبية التي منح في الأولمبياد واقتباس من كلام يونيس كينيدي شرايفر في ثمانية أسطر هي: AS WE HOPE / FOR THE BEST IN / THEM, HOPE IS / REBORN IN US EUNICE / KENNEDY / SHRIVER, FOUNDER (بينما نأمل الأفضل فيهم، يولد الأمل من جديد فينا. يونيس كينيدي شرايفر، المؤسس). وأيض اسم الدولة، الولايات المتحدة الأمريكية، والقيمة الاسمية، دولار واحد، وشعار E PLURIBUS UNUM.

## الإصدار
نص قانون سك العملة إصدار 800,000 قطعة بحد أقصى. سكت العملات غير المتداولة في دار سك ويت بوينت والعملات الخاصة في دار سك فيلادلفيا بدأ بيع العملةفي 2 مايو 1995.
أصدرت 89,301 قطعة غير متداولة و351,764 قطعة خاصة أي ما مجموعه 441,065 قطعة. تزعم بعض المصادر أن هناك جهة فاعلة قامت بشراء 250 ألف قطعة لإنقاذ العملة من الخسائر المالية بسبب إعراض السكان عن العملة. منحت أيضا بعض العملات المعدنية لاحقا للرياضيين المشاركين في الأولمبياد الخاص لعام 1998.
تباع القطع غير المتداولة ب 32 دولار والقطعة الخاصة ب 35 دولار، ذهب جزء من عائدات بيع العملة إلى اللجنة المنظمة للأولمبياد الخاص لتمويل تكاليف تنظيم الأولمبياد الخاص لعام 1995.